# Бучацький ліцей імені святого Йосафата
Бучацький ліцей імені святого Йосафата — духовно-освітній центр Української греко-католицької церкви (УГКЦ), розташований на пагорбі Федір у м. Бучач Тернопільської області (у Бучацькому монастирі отців Василіян).

## Історія
Школу при Бучацькому монастирі ЧСВВ заклали шляхтичі Стефан Александер Потоцький (був засновником монастиря отців Василіян у Бучачі, зробив пожертви на розбудову монастиря) та його дружина Йоанна з Сенявських. Їхній син Микола Василь Потоцький забезпечив стипендії для його учнів, надав кошти для будівництва нових мурованих приміщень, які збереглися донині.
Монастир став центром освітньої діяльності в Бучачі: спочатку тут діяла школа-інтернат (конвікт, чи колегіум) для дітей з бідних родин, проводились теологічні курси для діючих священників; потім вона на прохання дідича Бучача Миколи Василя Потоцького реорганізована в гімназію (за привілеєм короля Авґуста III Фрідріха, виданим у Варшаві 22 жовтня 1754 р.). З 1773 р. викладали філософію. 1784 року викладачі-василіяни повернулися до Литовської провінцію ЧСВВ, гімназія перетворилася на головну (нормальну) школу з вивченням державної німецької мови. 1804 р. знову відкривалася гімназія (5-класна: інфіма, граматика, синтакса, поетика, риторика). 1911 р. тут був відкритий Місійний інститут імені св. Йосафата, який з перервами (1914—1918 рр., 1940—1943 рр.) діяв до 1944 року. Діяльність Бучацького монастиря заборонила більшовицько-радянська влада в середині 1946 року.
Після легалізації УГКЦ 1989 року школу й монастирське життя Василіяни відродили в 1990 р. Більше півтора десятка літ очолював Ліцей ім. Святого Йосафата і Бучацький монастир священник о. Іван Теодозій Майкович ЧСВВ. Співзасновниками цього Ліцею, окрім Василіян, були Бучацька районна рада та Бучацька районна державна адміністрація.
Бучацький ліцей імені священомученика Йосафата відкритий у 1995 році. У Ліцеї почали навчатися учні із 10-ти областей України — з Галичини, Закарпаття, східних областей України. Ліцей став поліконфесійним, де здобули освіту греко-католики, православні, представники інших конфесій. З 2001 до 2020 року навчальний заклад був Колегіумом. Із 2020 р. — знову Бучацький ліцей імені Святого Йосафата.
18 лютого 2015 року на стіні Бучацького колегіуму імені святого Йосафата відкрили пам'ятну дошку випускнику колегіуму, Герою Небесної сотні Ігореві Костенку.

## Сьогодення

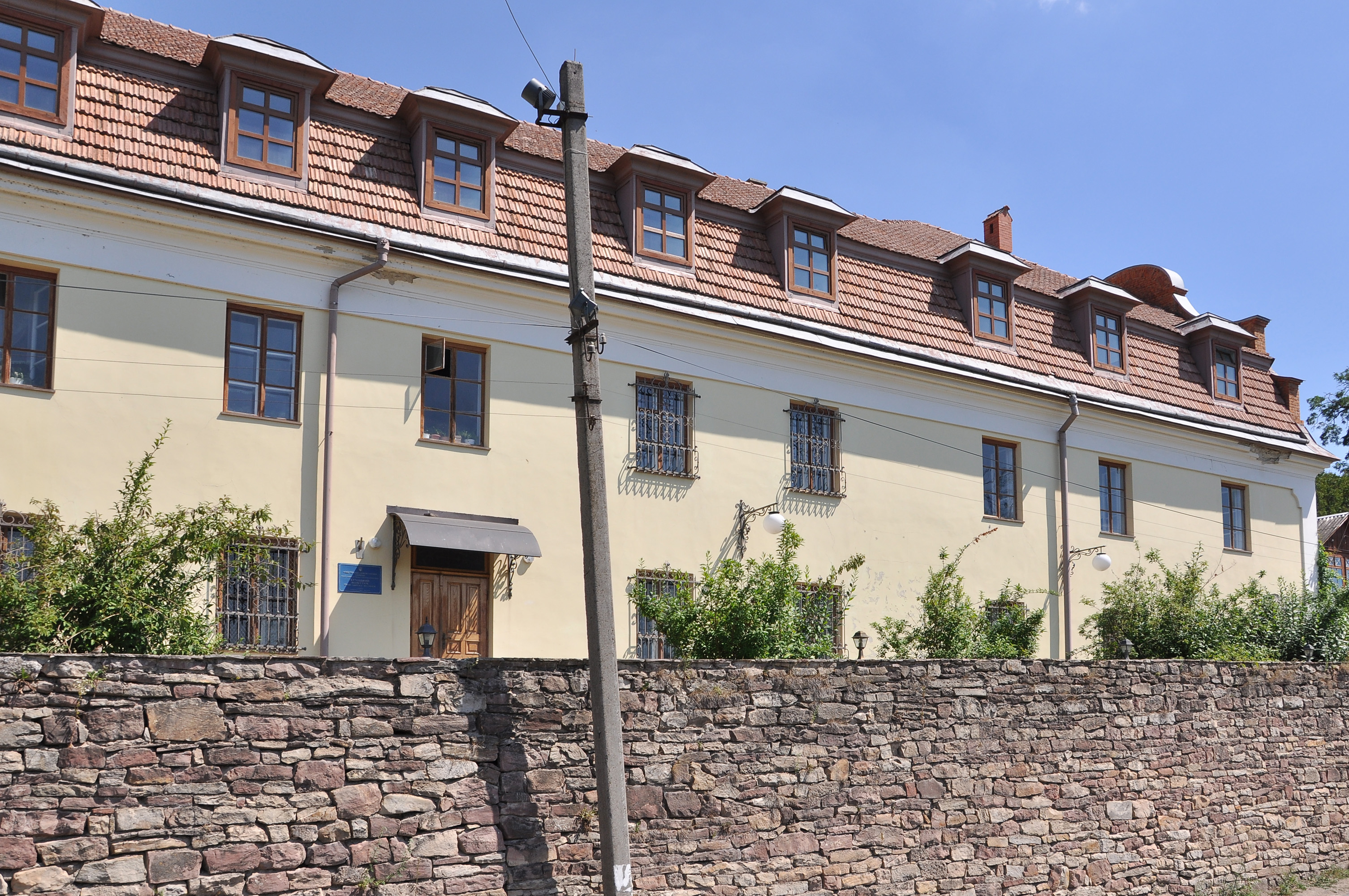
Бучацький ліцей у правому крилі монастиря

У закладі працюють 26 учителів, навчаються 132 учні з різних областей України. У приміщеннях обладнано кабінети математики, української мови й літератури, біології та хімії, історії та правознавства, комп'ютерний клас. Також тут розташовано районний центр асоціації вчителів іноземної мови. Біля третини випускників прийняли рішення вступити до духовних закладів — духовних семінарій і монастирів. Є учнівський гуртожиток — корпус бучацького монастиря Василіян. Учителі, класні керівники, духівники щодобово виховують учнів. Закладено спорудження в колегіумі ім. святого Йосафата басейну, спортивного та актового залу, ще один житловий корпус.
Діє хор ліцею, керівник — заслужений працівник культури України Марія Кривко.

## Відомі випускники
- Степан Сус (випускник ліцею 1999) — єпископ УГКЦ.
- Йосиф Кралька (випускник ліцею 1999) — ієромонах-василіянин, протоігумен провінції Найсвятішого Спасителя в Україні Василіянського Чину святого Йосафата (з 2024 року)[6].
- Євген Дяків (1984—2024; випускник ліцею 2001) — загинув за волю і незалежність України в бою з російськими окупантами.
- Ігор Костенко (1991—2014; випускник колегіуму 2009) — Герой Небесної сотні.
- Михайло Нискогуз (випускник колегіуму 2011) — учасник і постраждалий під час Революції Гідности, депутат Львівської обласної ради VII скликання.
- Микола Мялковський (1995—2023; випускник колегіуму 2012) — загинув за волю і незалежність України в бою з російськими окупантами.
- Назарій Сержанюк (2001—2024; випускник колегіуму 2018) — загинув за волю і незалежність України в бою з російськими окупантами[7].
- Іван Вика (2001—2024; випускник колегіуму 2018) — загинув за волю і незалежність України в бою з російськими окупантами[7].
- Назар Грабар (2002—2022; випускник колегіуму 2020) — загинув за волю і незалежність України в бою з російськими окупантами.